# Anthaxia escalerina
Anthaxia escalerina es una especie de escarabajo del género Anthaxia, familia Buprestidae. Fue descrita científicamente por Obenberger en 1923.